# 氏家ト全
氏家 ト全（うじいえ とぜん、12月24日 - ）は、日本の漫画家。宮城県仙台市出身。

## 概要
2001年に『別冊ヤングマガジン』（講談社）掲載の読み切り『妹は思春期』でデビューし、同作が『週刊ヤングマガジン』（同）で連載化して連載デビュー。代表作に『妹は思春期』・『妹はひまわり組』・『女子大生家庭教師濱中アイ』・『生徒会役員共』・『プチプチたんたんプチたんたん』がある。
『生徒会役員共』にて自身の作品では初のテレビアニメ化となった。ペンネームは戦国時代の武将・氏家卜全（ぼくぜん）になぞらえている。

## 略歴
『妹は思春期』を投稿し、担当から電話をもらう。その後FAXにて何度もやり取りをした結果、2001年に『別冊ヤングマガジン』に（代原として）同タイトルでデビュー。なお、投稿作品を読んだ担当は、当時は妹タイプの女の子がいいという風潮があったので兄妹を題材にした、サービス精神のある漫画家だと認識している。
読み切りが読者アンケートで大好評のため『別冊ヤングマガジン』で月刊連載する。そこでの連載も好評だったため、『週刊ヤングマガジン』で週刊連載を開始した。『女子大生家庭教師濱中アイ』以降は、主に『週刊少年マガジン』で連載をしている。

## 作風・特徴
- 直接的描写は稀であり、パンチラは最終回にしか出ないというのがお約束になっている。コマの使い回しがよく見られる。
  - 全作品とも登場人物の名前は全員カタカナとなっている。また名前の元ネタによくプロ野球選手名を使用している。
- サブキャラクターの名前が時々変わってしまったり、過去との矛盾がよく見られる（例として『濱中アイ』の鈴木・柴原や『妹は思春期』のケイなど）。
- 『女子大生家庭教師濱中アイ』『アイドルのあかほん』では下・エロネタ以外のギャグも多い。
- よく擬音の「ン」が「ム」になる（扉が閉まる音「バタン」が「バタム」、人を殴る音「バチーン」が「バチーム」になるなど）。
- 全作を通して直書きの文字はあまり綺麗では無く、カタカナの「シ」と「ツ」が書き分けられていない事が多い。
- 全ての作品が同じ世界であると思われる。
  - 『妹は思春期』と『女子大生家庭教師濱中アイ』に「いつつば銀行」が存在する。
  - 『女子大生家庭教師濱中アイ』と『アイドルのあかほん』に「聖光女学院」が存在しており、『濱中アイ』のミサキ・リンコ・アヤナが『アイドルのあかほん』の最終回に登場している。
  - 「大好きっコ♡お兄ちゃん」というアダルトゲームが『女子大生家庭教師濱中アイ』に、「2」とナンバリングされた同名の物が『妹は思春期』にそれぞれ発売されている。
  - 『女子大生家庭教師濱中アイ』と『生徒会役員共』に「英稜高校」が存在する。また『生徒会役員共』の番外編『児童会役員共』において『生徒会役員共』のシノと『濱中アイ』のミサキは同じ小学校の児童会に所属していたことが判明している。
  - 『アイドルのあかほん』のトリプルブッキングが、『生徒会役員共』にて登場している（アニメ版『生徒会役員共』第6話・第12話にも登場）ほか、『八乙女×2』にも名前とCDジャケットが登場している。
  - 『生徒会役員共』で登場するぬいぐるみシリーズ「アヘマル」が『八乙女×2』にも登場している。
- 処女作が『妹は思春期』ということもあり、下・エロネタが入ったギャグが主流。また、青年誌と少年誌では自主規制のラインがかなり違うが、彼はそのボーダーラインが分かっていたと担当は話す[要出典]。
- 最初に出来るキャラはヒロインで、キャラクター全員にモデルとなる人物はいない。ツリ目のキャラが好み。描いていて一番楽しいシーンは、キャラクターが集まって何かをしているシーンを描いているとき。大変なのはネームを描いているとき。自分の作品を評価することはない[要出典]。

## エピソード
- 雑誌の巻末コメントでは「○○おいしい」等といった淡白なコメントをすることが多い。また、『濱中アイ』での人気投票の結果についてインタビューが行われたが、「よくわかりません」「考えてません」といった回答がされ続け、結局インタビュアーが沈黙する形でインタビューが終了してしまった。
- 東日本大震災の被災地域に住んでおり電話回線の復旧が遅れた模様。

## 作品リスト

### 漫画
- 妹は思春期（全10巻）
  - 妹は思春期（読切版、『別冊ヤングマガジン』2001年16号・18号（16号は氏家邦貴名義））
  - 妹は思春期（連載版、『別冊ヤングマガジン』2001年20号 - 2002年32号 → 『週刊ヤングマガジン』2002年27号 - 2007年52号）
  - 妹は思春期（出張版、『ヤングマガジンアッパーズ』2003年1号）
  - 妹はブルマー（『ヤングマガジン増刊スポ僧』2002年1号）
  - 妹はひまわり組（『別冊ヤングマガジン』2002年33号 - 2007年24号（2巻以降に収録））
  - 妹は選手権・全日本妹は思春期!（『ヤングマガジン』・『アッパーズ妹増刊』、2002年（堂高しげるの共同作）：単行本未収録）
  - みなみけも妹も思春期（『週刊ヤングマガジン』2005年30号（桜場コハルの共同作）：9巻に収録）
- 女子大生家庭教師濱中アイ（全6巻）
  - 女子大生家庭教師宿田アイ（読切、『マガジンSPECIAL』2003年No.6（1巻に収録））
  - 女子大生家庭教師濱中アイ（連載、『週刊少年マガジン』2003年40号 - 2006年16号）
- アイドルのあかほん（連載、『週刊少年マガジン』2006年28号 - 48号（全1巻））
- 生徒会役員共[2][3][4][5]（全22巻）
  - 生徒会役員共（連載、『マガジンSPECIAL』2007年No.6 - 2008年No.7 → 『週刊少年マガジン』2008年34号 - 2021年51号）
  - 児童会役員共（読切、『マガジンSPECIAL』2009年No.6（3巻に収録））
- プチプチたんたんプチたんたん（連載、『マガジンSPECIAL』2012年No.5 - 2016年No.7（全3巻））
  - ハナとプチ（読切、『月刊少年シリウス』2007年2月号（『生徒会役員共 & オールキャラクターズ』に収録））
- 八乙女×2（連載、『別冊少年マガジン』2022年6月号 - （既刊3巻））

### その他
- ダイヤのA（第16、17話エンドカード、2014年）
- UQ HOLDER! 〜魔法先生ネギま!2〜（第3話エンドカード、2017年）